# 香港機場管理局
香港機場管理局（簡稱機管局）為香港政府全資擁有的法定機構，於1995年12月1日根據《機場管理局條例》（香港法例第483章）成立，專責香港國際機場的營運、發展及管理，並以商業模式運作，主要收入來源為機場服務收費及相關商業活動。
機管局成立前，香港的主要民航機場為啟德機場，該機場自1925年首次飛行紀錄以來，歷經多次擴建，至1996年已成為全球第三繁忙的國際客運機場及貨運量最高的國際機場。由於啟德機場位處市區，容量受限，香港政府於1989年宣布興建赤鱲角機場（即現今香港國際機場），並在1995年成立機管局接管機場管理職能，民航處則專注航空交通管制及規管工作。1998年7月6日，啟德機場正式關閉，香港國際機場同日啟用。
機管局現由董事會領導，成員包括主席、行政總裁及8至15名其他成員，管理團隊涵蓋不同專業領域。維持機場高效運作、推動創新發展、確保安全及環保營運，並致力鞏固香港作為國際航空樞紐的地位。2025年，機管局委任張李佳蕙為行政總裁，成為首位由內部晉升的領導人，她主導機場城市發展策略及三跑道系統的全面運作。

## 歷任首長

### 主席
- 黃保欣，大紫荊勳賢，CBE，JP（1995年12月1日－1999年5月31日）
- 馮國經，大紫荊勳賢，GBS，CBE（1999年6月1日－2008年5月31日）
- 張建東，GBS，OBE，JP（2008年6月1日－2014年5月31日）
- 羅康瑞，大紫荊勳賢，GBS，JP（2014年6月1日－2015年5月31日）
- 蘇澤光，大紫荊勳賢，GBS，OBE，JP（2015年6月1日－2024年5月31日）
- 林天福 ，JP（2024年6月1日一）

## 行政總裁
- 董誠亨（1995年12月1日－1998年11月30日）
- 林中麟，GBS，SBS，JP（1998年12月1日－2000年12月31日，署理）
- 彭定中（2001年1月1日－2007年1月31日）
- 許漢忠，JP（2007年2月1日－2014年7月10日）
- 吳自淇（2014年7月11日－2014年9月30日，署理）
- 林天福，JP（2014年10月1日－2024年5月31日）
- 張李佳蕙（2024年6月1日一）

## 人才培訓

### 機場管理學院
機場管理學院為機場管理局的培訓部門，除了機場管理局職員外，機場管理學院也為區外機場人員提供培訓，曾經合作的機場包括北京首都機場、珠海機場、杭州蕭山國際機場、上海浦東機場及上海虹橋機場等。

### 見習行政人員培訓計劃
香港國際機場於2005年推出見習行政人員培訓計劃，目的旨在培育管理專才，以迎合香港國際機場未來的業務需求。見習行政人員於首三年會接受密集式的訓練，包括參與課堂培訓及工作實習，並且因應個人特長輪調至不同部門。見習行政人員透過此計劃，可以學習一般機場管理技巧，以便日後在香港國際機場肩負各種不同的職責。

### 香港國際航空學院
香港國際航空學院於2016年成立，為香港航空業培訓人才。學院於2017年與法國國立民用航空學院合作開辦碩士學位課程，並由ENAC頒授航空運輸管理碩士學位，首輪課程於2017年4月推出。

## 發行債券
2024年1月, 香港機場管理局公布，計劃發行最高50億元零售債券，年期2.5年，每3個月派息1次，每年定息4.25厘，每手入場費為1萬元。

## 相關影視作品
- 無綫電視劇《衝上雲霄》（2002年）
- 無綫電視劇《衝上雲霄II》（2013年）
- 香港電影《衝上雲霄》（2015年）
- 無綫電視劇《機場特警》（2020年）
- 無綫電視劇《飛常日誌》（2024年）
- 無綫電視劇《飛常日誌2》（籌備中）

## 軼聞

### 鎖警車被炒
網上瘋傳一張相片，顯示一輛機場特警警車在機場停機坪禁區行車道遭到鎖車，隨即引起公眾熱烈討論。機管局其後承認確有鎖車，指事件發生在2020年3月22日中午12時許，有機管局職員巡邏時誤以為一輛警車不應停泊於相關車位，因而上鎖。其後經了解，知悉該輛警車當時正用於執行職務，隨即更正做法。事後機管局已主動與警方溝通，表示職員在理解有關規例及執行程序上有偏差，會作改善，並為事件引起不便致歉。事件餘波未了，據了解，涉事機管局職員已被即時解僱。

## 外部連結
- 香港國際機場 （页面存档备份，存于）
- 香港機場管理局 （页面存档备份，存于）